# مطار بوكورو
مطار بوكورو (إياتا: BKR، إيكاو: FTTK) هو مطار للاستخدام العام يقع بالقرب من بوكورو ، إقليم حجر لميس تشاد.